# Woodstock Automobile Manufacturing
Woodstock Automobile Manufacturing Co. Ltd. war ein kanadischer Hersteller von Automobilen.

## Unternehmensgeschichte
Das Unternehmen mit Sitz in Woodstock wurde Ende 1910 oder Anfang 1911 gegründet. W. F. Craig leitete es. Die Produktion von Automobilen und Nutzfahrzeugen begann. Die Pkw erhielten den Markennamen Every Day und die Nutzfahrzeuge Oxford. 1913 endete die Fahrzeugproduktion. Insgesamt entstanden nur wenige Pkw und 33 Nutzfahrzeuge. Das Unternehmen existierte bis mindestens 1916.
Die R. S. Bickle Company übernahm bereits 1915 das Werk.

## Fahrzeuge
Der Pkw war ein Fahrzeug im Stil eines Highwheelers. Ungewöhnlich dafür waren der Frontmotor und der Kardanantrieb. Der Kühlergrill war rund. Ein Zweizylindermotor trieb die Hinterräder an. Offene Zwei- und Viersitzer standen zur Wahl.
Die Nutzfahrzeuge hatten vermutlich dieselbe Basis. Sie waren als Lieferwagen und als Kleinbus mit drei Sitzreihen erhältlich. Frühe Ausführungen hatten luftgekühlte Motoren, spätere wassergekühlte.